# Tetrapterys stipulacea
Tetrapterys stipulacea är en tvåhjärtbladig växtart som beskrevs av Macbride. Tetrapterys stipulacea ingår i släktet Tetrapterys och familjen Malpighiaceae. Inga underarter finns listade i Catalogue of Life.